# Preding
Preding – gmina targowa w Austrii, w kraju związkowym Styria, w powiecie Deutschlandsberg. Liczy 1728 mieszkańców (1 stycznia 2015).